# Glen of Aherlow
Glen of Aherlow (irisch: Gleann Eatharlaí) ist ein grünes Tal in der Grafschaft Tipperary in Irland. Es liegt zwischen den Galtee Mountains und dem bewaldeten Höhenzug Slievenamuck. Das Tal wird begrenzt von den Orten Galbally und Bansha. Durch das Tal fließt der kleine Fluss Aherlow (irisch An Eatharlach oder Abhainn na hEatharlaí), der in die Suir abfließt. 

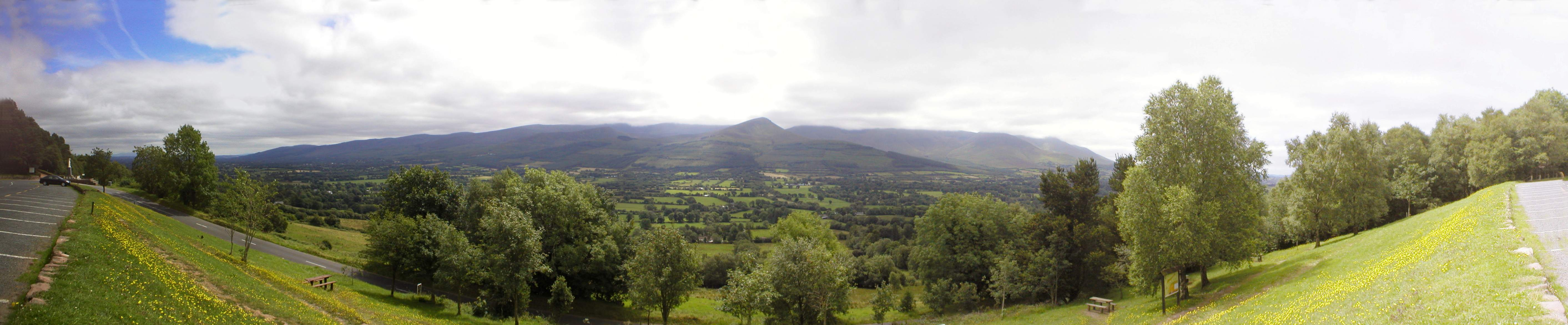
Blick von der Straße am Slievenamuck

Koordinaten: 52° 26′ 0″ N, 8° 9′ 52″ W